# Roman u stihovima
Roman u stihovima, dulje pripovijedno književno djelo s karakteristikama romana (likovi, radnja, dijalog, opisi i dr.), ispisano u stihovima. Obično ima više likova koji u toku radnje doživljavaju neku vrstu transformacije te zahvaća više perspektiva i glasova. Sadrži opise, dijaloge i pripovijedanje. 
Najpoznatiji primjer vjerojatno je Jevgenij Onjegin (1833.) ruskog romantičara A. S. Puškina, o neostvarenoj ljubavi dandyja iz Sankt-Peterburga i seoske plemkinje. Ponekad se kao romani u stihovima označavaju i epovi "Don Juan" (1818. – 1824.) engleskog romantičkog pjesnika Byrona i Gospodin Tadija (polj. Pan Tadeusz, 1834.) glasovitog poljskog pjesnika Adama Mickiewicza. 
U doba modernizma roman u stihu se donekle povlači pred drugim književnim oblicima. U drugoj polovici 20. stoljeća doživljava novi uzlet te je krajem 20. stoljeća popularan na Karibima, u Australiji i na Novom Zelandu. Popularan je i roman u stihu za djecu i mlade, kao posebna inačica ove književne forme.
Noviji primjer u hrvatskoj književnosti je distopijski roman u stihu "Što će biti s nama" (2015.) Borivoja Radakovića.